# Cijevna (rijeka)
Cijevna (albanski: Cemi) je rijeka koja protiče kroz Albaniju i Crnu Goru.
Cijevna izvire u Albaniji, a ulijeva se u Crnoj Gori u Moraču južno od Podgorice kroz koju protiče. 
Rijeka je dugačka oko 64,7 km.